# Abbeville (Somme)
Abbeville (in het Nederlands soms nog: Abbekerke) is een Franse gemeente, gelegen in het departement van de Somme en in de regio Hauts-de-France. De inwoners van Abbeville worden Abbevillois genoemd. De stad ligt aan de Somme. Abbeville telde op 1 januari 2022 22.406 inwoners.

## Naam
De oude, historische Nederlandse naam voor Abbeville is Abbekerke. Jean-Marie Gantois, de belangrijkste figuur van de 20e-eeuwse Vlaamse Beweging in Frans-Vlaanderen, propageerde het gebruik van Abbegem als Nederlandse "vertaling" van Abbeville. Dit is echter geen historische naam en is nooit als dusdanig in gebruik geweest.

## Geschiedenis
Abbeville kende al bewoning in de Gallo-Romeinse periode en in de vroege middeleeuwen. Maar dit waren kleine nederzettingen los van het grote wegennet.
Abbeville werd gesticht in 990 toen Hugo Capet het gebied overnam van de Abdij van Saint-Riquier en er een koninklijk kasteel liet bouwen. Hij schonk het kasteel aan zijn dochter Gisela en haar echtgenoot Hugo I van Ponthieu. Het ging toen nog om een houten burcht op een kleine hoogte boven de Scardon. Abbeville werd de hoofdstad van het graafschap Ponthieu. In de 11e eeuw was bij die burcht een drukke handelshaven ontstaan van waaruit goederen werden vervoerd naar andere kustplaatsen en naar Amiens over de Somme.

### Textielindustrie

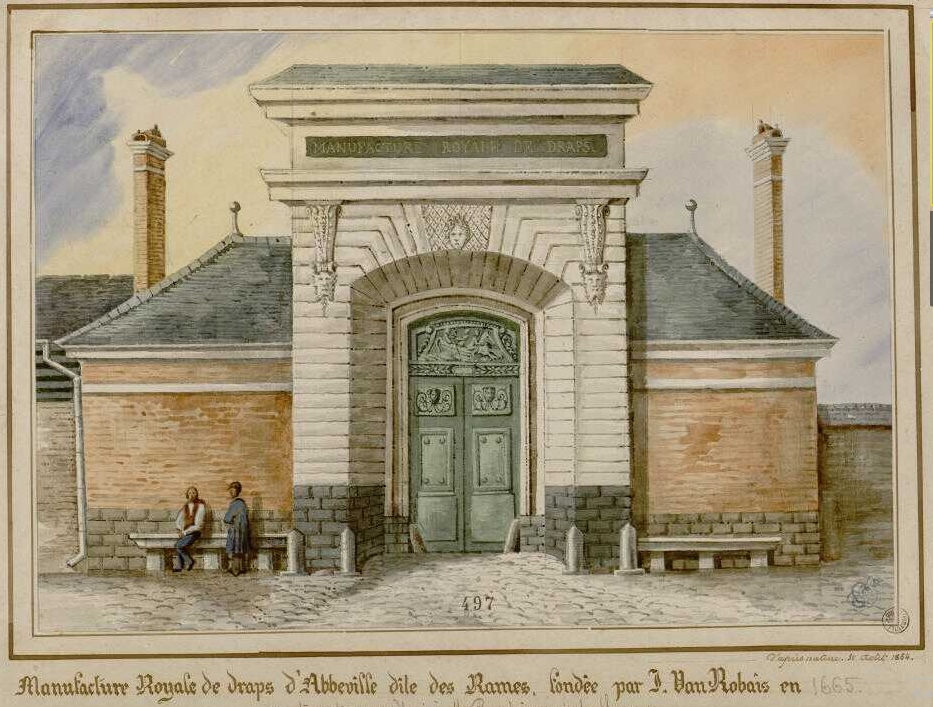
Manufacture royale des Rames

Joost van Robais had een succesvolle weverij in Middelburg. Op verzoek van Jean Baptiste Colbert, minister onder koning Lodewijk XIV van Frankrijk, vertrok hij in 1665 met circa 50 wevers en een groot aantal weefgetouwen naar Abbeville, om er een weverij te beginnen. Hij was daarmee de grondlegger van het textielbedrijf Manufacture royale des Rames. De lakenfabriek van Robais werd zo'n groot succes dat er in de 18e eeuw ruim 3.000 mensen werkten, het was daarmee een van de grotere fabrieken in Frankrijk van die tijd. Tot aan de Franse Revolutie was de familie Van Robais de rijkste van Picardië.
In 1667 vestigde Philippe Leclerc zich eveneens in Abbeville om er een tapijtindustrie op te zetten. Deze twee bedrijven zorgden voor veel werkgelegenheid en dus welvaart in de streek Somme.
Rond 1740 liet Van Robais' kleinzoon Abraham van Robais een huis bij Abbeville bouwen om gasten te ontvangen. Dit huis met de naam Château de Bagatelle bestaat nog steeds.
De komst van Joseph van Robais werd begunstigd met vele voorrechten die blijken uit een ordonnantie van Lodewijk XIV uit 1665:

De bescherming die wij aan handel en nijverheid verlenen zet vreemdelingen aan om zich in ons land te vestigen. Aldus heeft onze geliefde Joseph Van Robais, een Hollands handelaar, tot ons het verzoek gericht om zich in de stad Abbeville te vestigen en er een manufactuur van fijn laken te openen.
Als blijk van onze positieve ingesteldheid ten aanzien van genoemde Van Robais en om door zijn voorbeeld andere bekwame buitenlandse ondernemers aan te trekken, verlenen wij, bij deze door ons ondertekende brieven, aan Van Robais de toestemming om zich in genoemde stad van Abbeville te vestigen samen met vijftig Hollandse arbeiders en er een manufactuur op te richten van fijn laken zoals men er in Spanje en Holland maakt, en daartoe dertig weefgetouwen met volmolens en alle andere voor de productie noodzakelijke werktuigen op te stellen. Het is de genoemde ondernemer toegestaan de arbeiders aan te werven die hij voor de werking van genoemde manufactuur nuttig acht, zonder dat de ambachten hem daarbij enige last of hinder bezorgen.
En om tegenover genoemde ondernemer en zijn medewerkers nog duidelijker onze voldoening over hun onderneming te laten blijken, willen wij dat aan genoemde ondernemer de som van 12.000 pond wordt uitbetaald, alsook een bedrag van 20.000 pond voor elk weefgetouw dat hij zal bouwen en opstellen tijdens de eerste drie jaar van zijn vestiging; deze lening geldt voor tien jaar, zonder rente. …
Gegeven te Parijs...in de maand oktober van het jaar 1665 van onze regering. Getekend: LODEWIJK

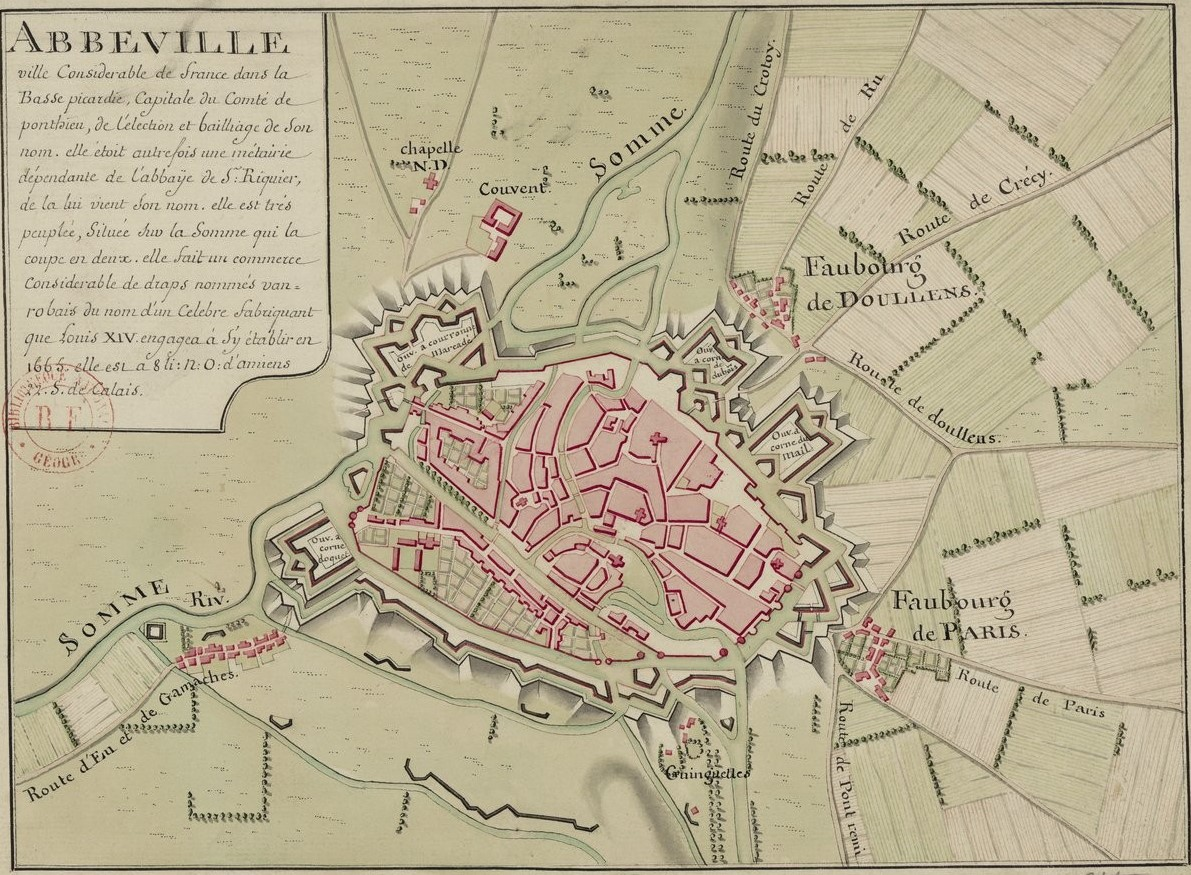
Abbeville in 1720

### 19e eeuw
In 1847 werd een eerste spoorwegstation geopend. Het station op de huidige locatie kwam er in 1856 na de aanleg van een spoorwegbrug. In 1867 verloor Abbeville haar status van versterkte plaats en kon een begin worden gemaakt met de afbraak van de stadsomwalling. De stadspoorten werden afgebroken en in de plaats van de stadsmuren kwamen boulevards.

### Eerste Wereldoorlog
In Abbeville werden Britse troepen gelegerd achter het front. Kunstschatten die geëvacueerd waren uit het bezette gebied en de gevechtszone werden tijdelijk gestockeerd in Abbeville. In 1918 werden twee Frans-Britse militaire conferenties gehouden in de stad.

### Tweede Wereldoorlog
Op 20 mei 1940 werd Abbeville gebombardeerd door de Duitse luchtmacht. 2.400 gebouwen werden zwaar beschadigd, waaronder het belfort, het stadhuis en de Sint-Wulframkerk.
De stad werd op 3 september 1944 bevrijd door Poolse troepen.

##### Bloedbad van Abbeville
Op 20 mei 1940 werden te Abbeville twintig Belgen door Franse soldaten doodgeschoten. Ze maakten deel uit van de personen die in mei 1940 op last van de Belgische overheid waren gearresteerd, en op de zogenaamde Spooktreinen naar het zuiden van Frankrijk werden gedeporteerd. Onder de slachtoffers was Joris Van Severen, leider van het Verdinaso (Verbond van Dietse Nationaal-Solidaristen).

### Na de oorlog
In 1948 werd begonnen met de wederopbouw. Het nieuwe, moderne stadhuis werd ingehuldigd in 1960.

## Bezienswaardigheden[4]
- De gotische Sint-Wulframkerk (Saint-Vulfran) (15e-17e eeuw) met de relieken van de heilige Wulfram.
- Het belfort van Abbeville dateert van oorsprong uit de 13e eeuw.
- De église du Saint-Sépulcre (15e en 19e eeuw) met moderne glasramen van Alfred Manessier.
- De église Saint-Gilles (15e-16e eeuw)
- Château de Bagatelle (18e eeuw)
- Hôtel d’Émonville (19e eeuw).
- Porte des Ursulines, overblijfsel van het voormalig, 17e-eeuws ursulinenklooster.

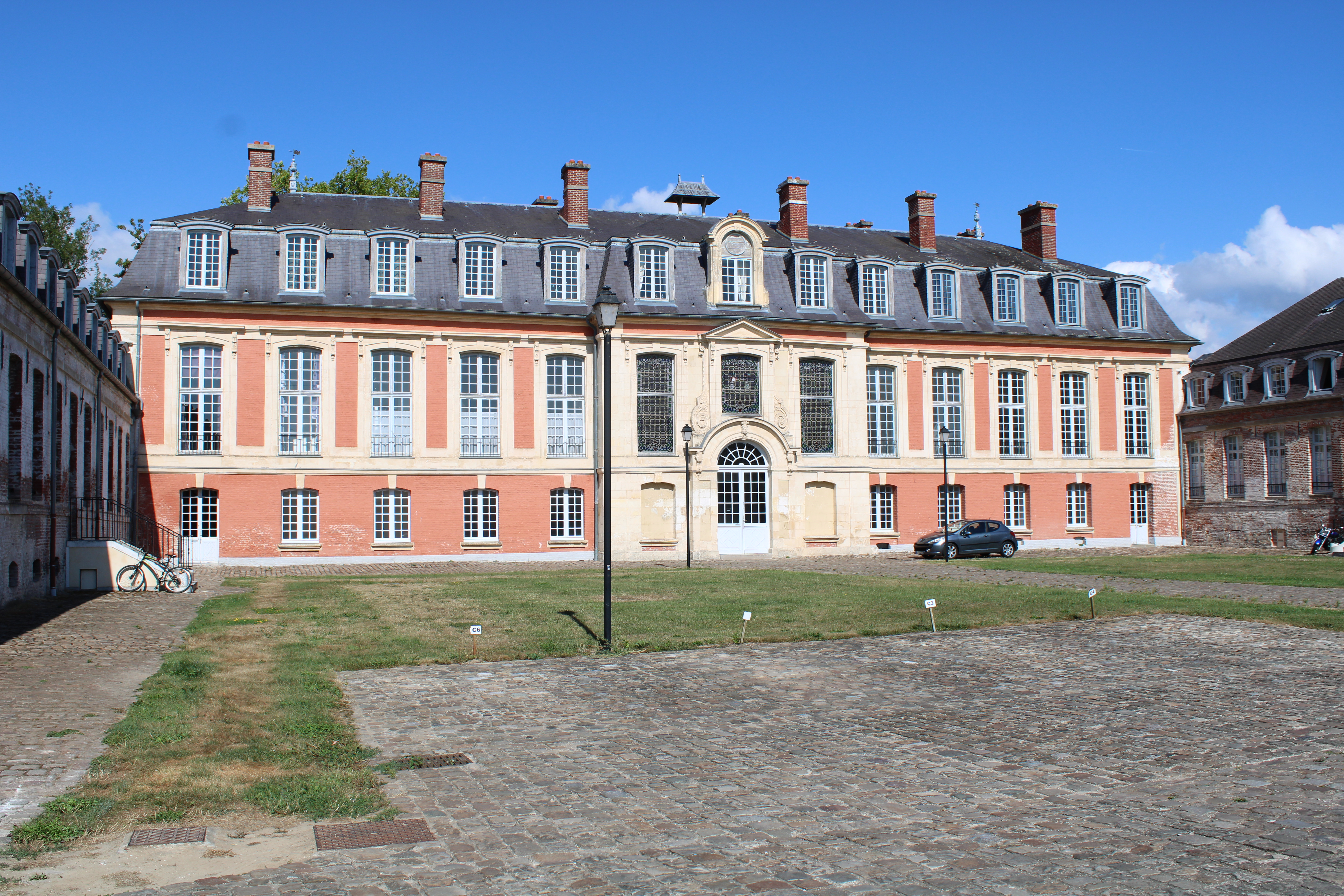
Manufacture des Rames
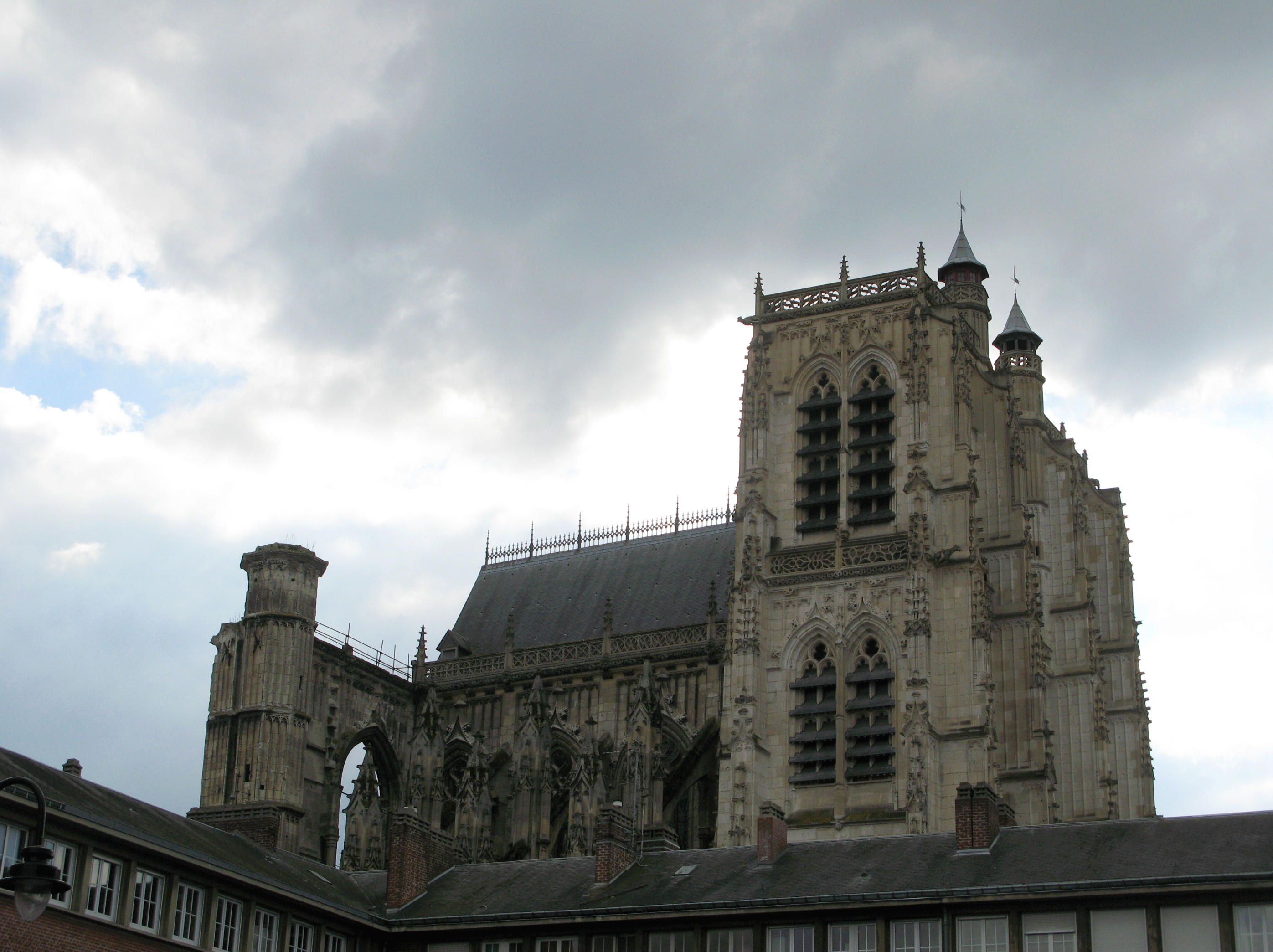
Sint-Wulframkerk
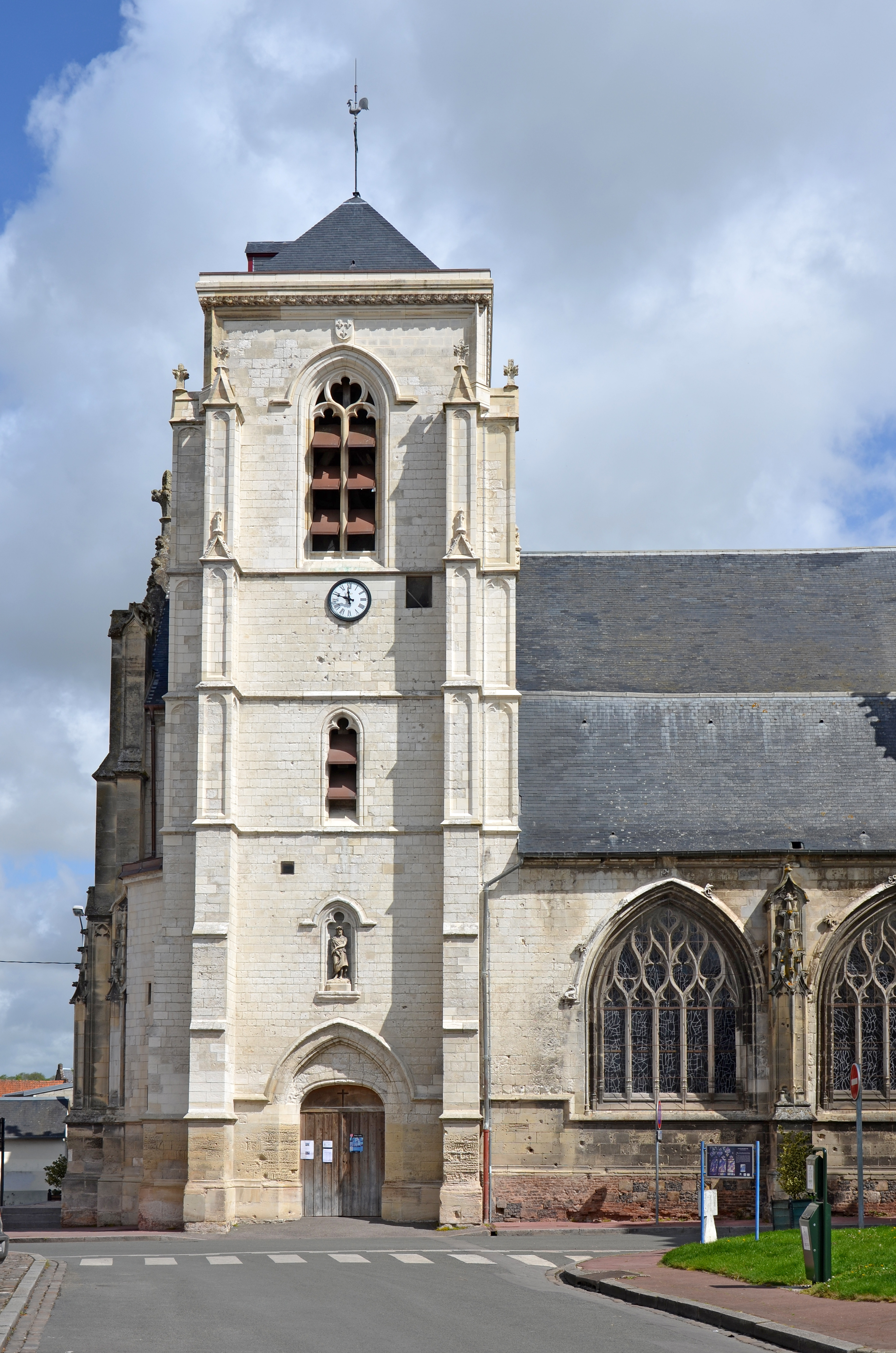
Église du Saint-Sépulcre
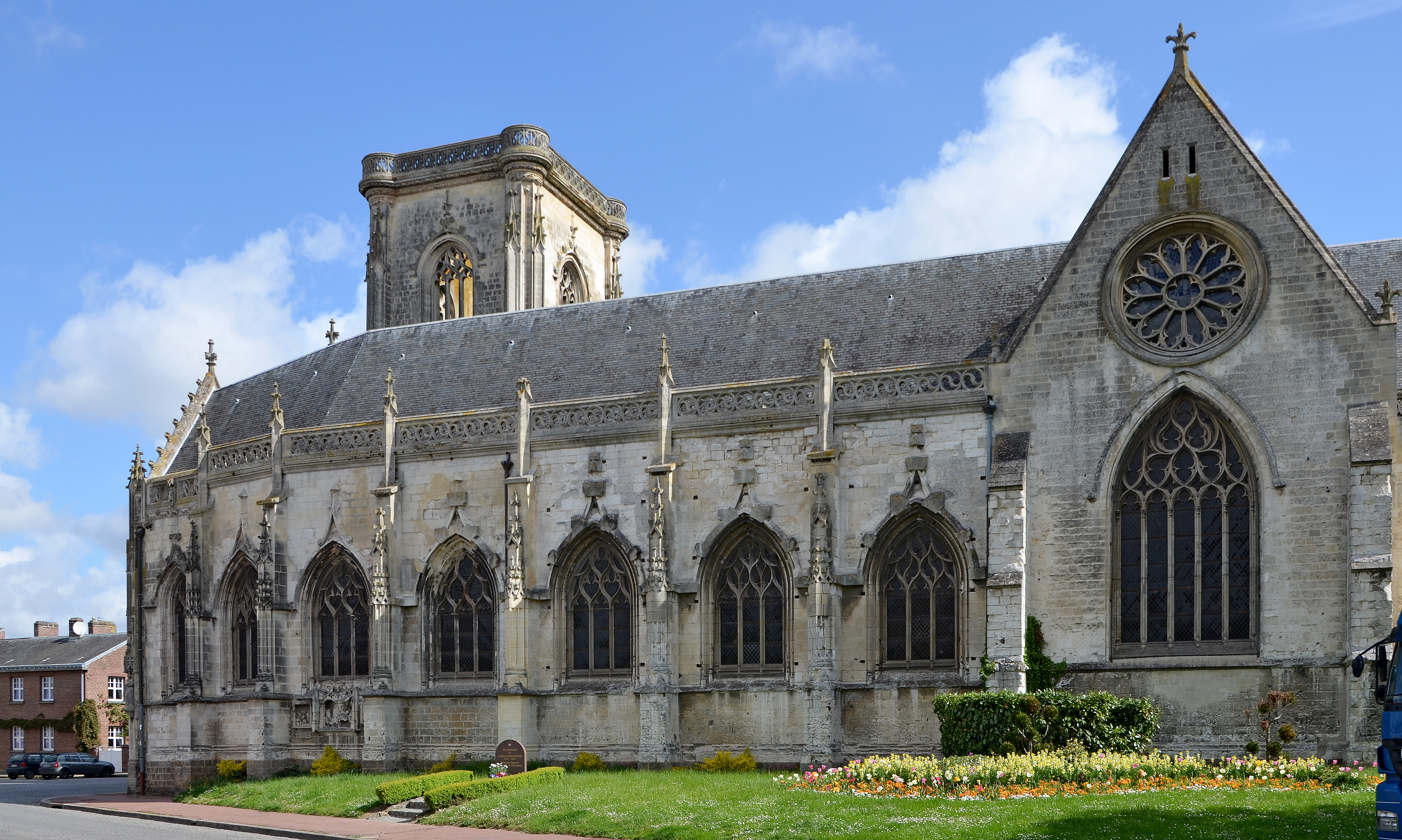
Église Saint-Gilles
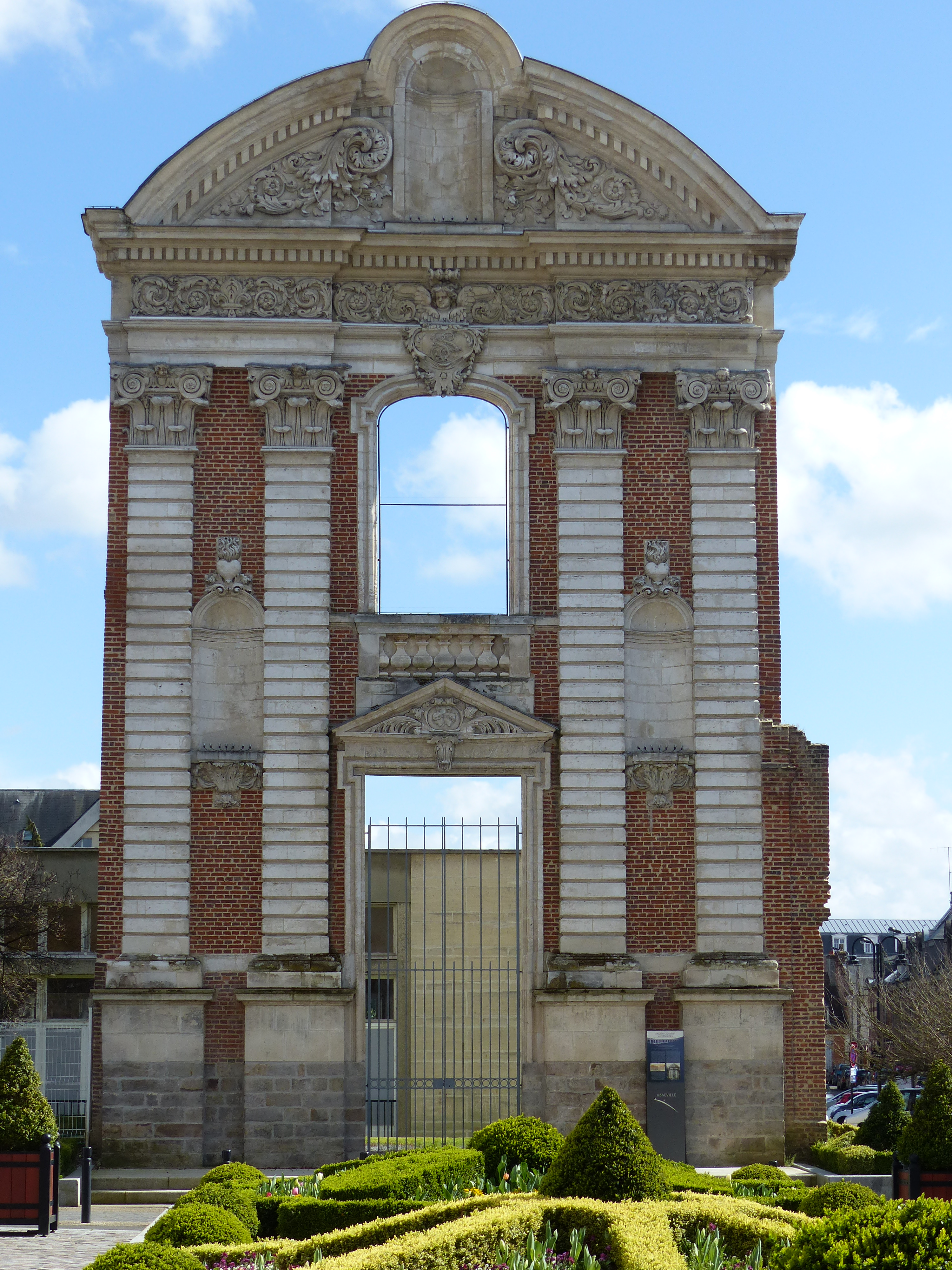
Porte des Ursulines
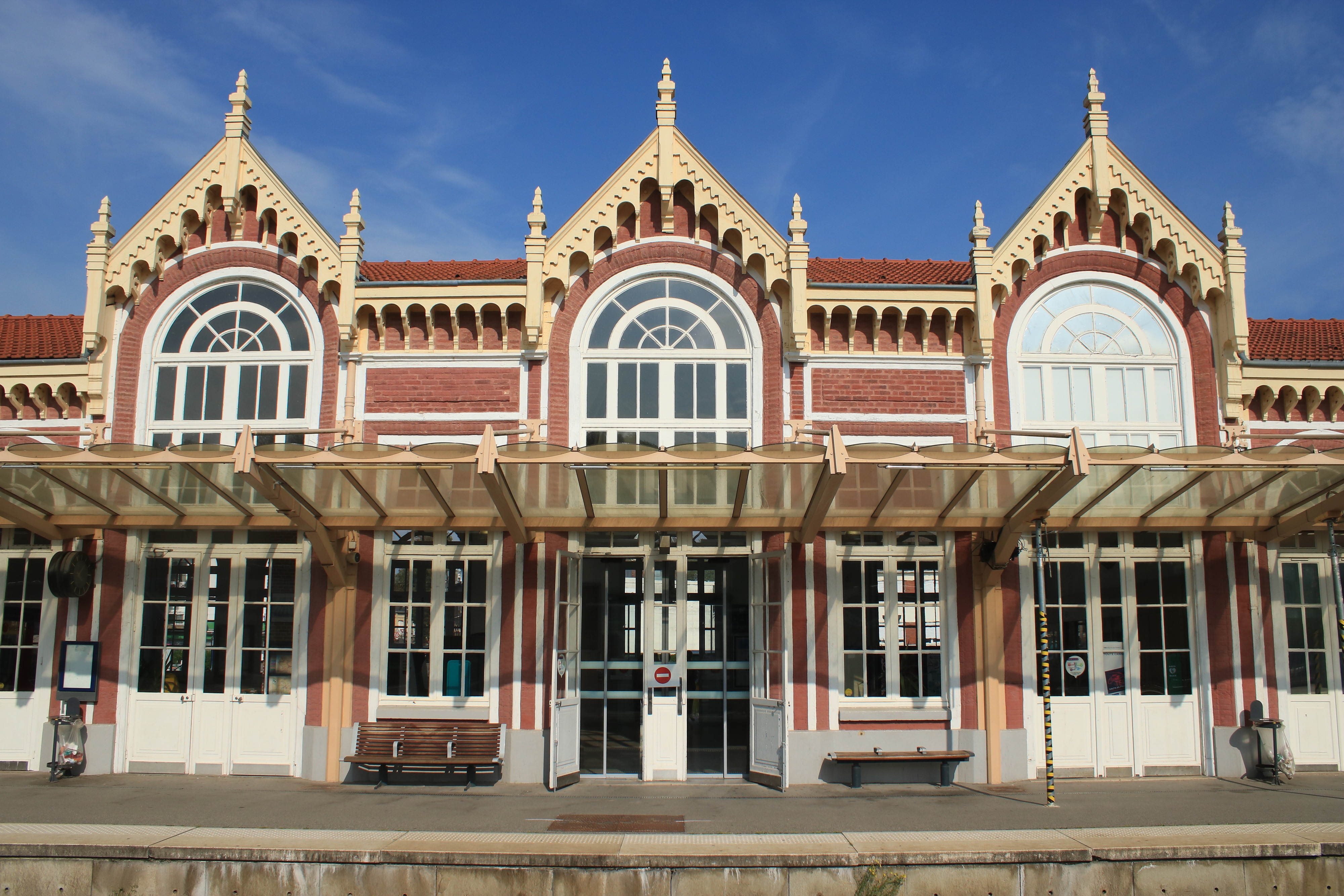
Station
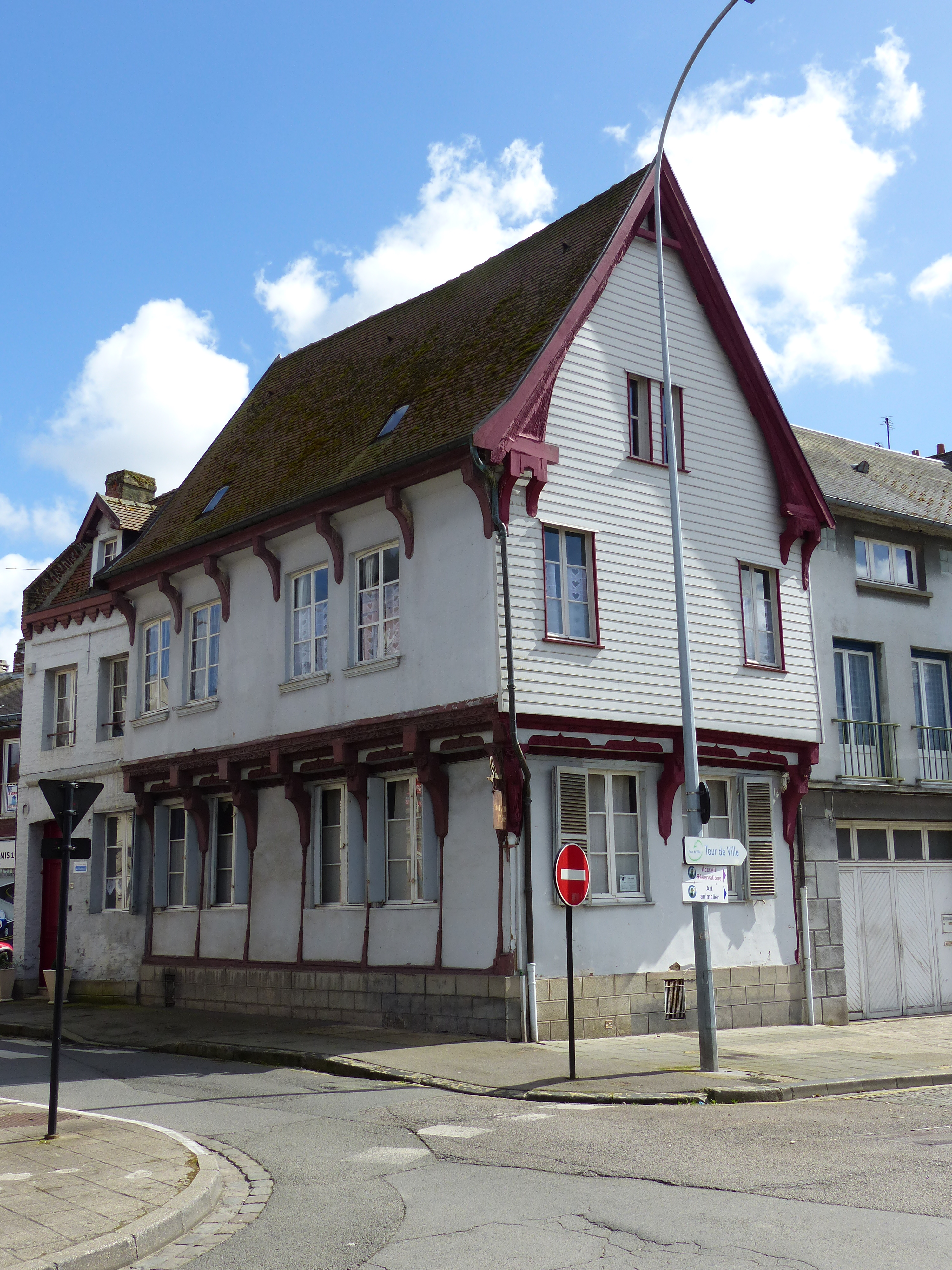
Oud huis (rue des Capucins)
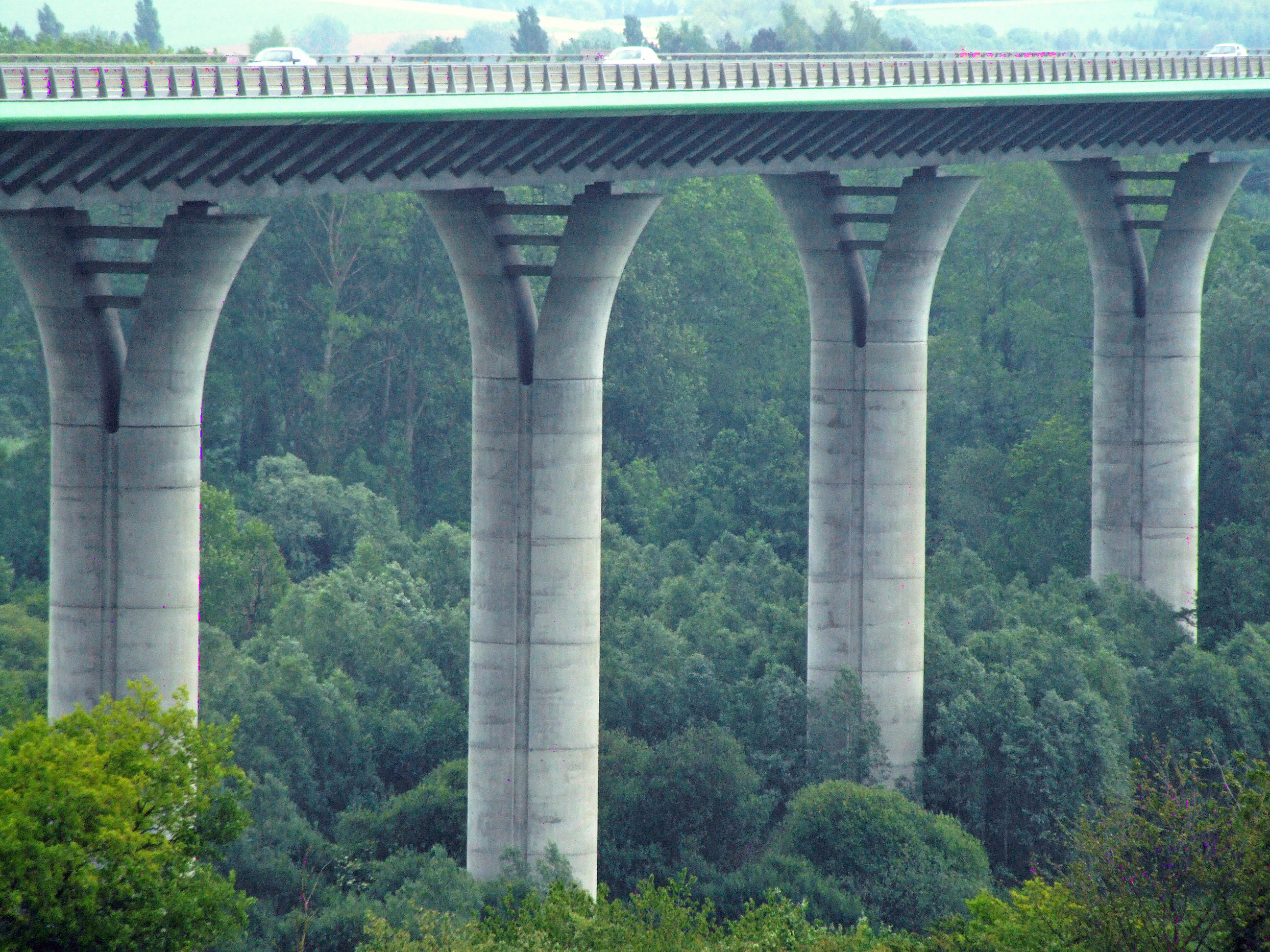
Viaduct over de Scardon

## Geografie
De oppervlakte van Abbeville bedroeg op 1 januari 2022 26,42 vierkante kilometer; de bevolkingsdichtheid was toen 848,1 inwoners per km². De Scardon mondt uit in de Somme in de gemeente.
De onderstaande kaart toont de ligging van Abbeville met de belangrijkste infrastructuur en aangrenzende gemeenten.

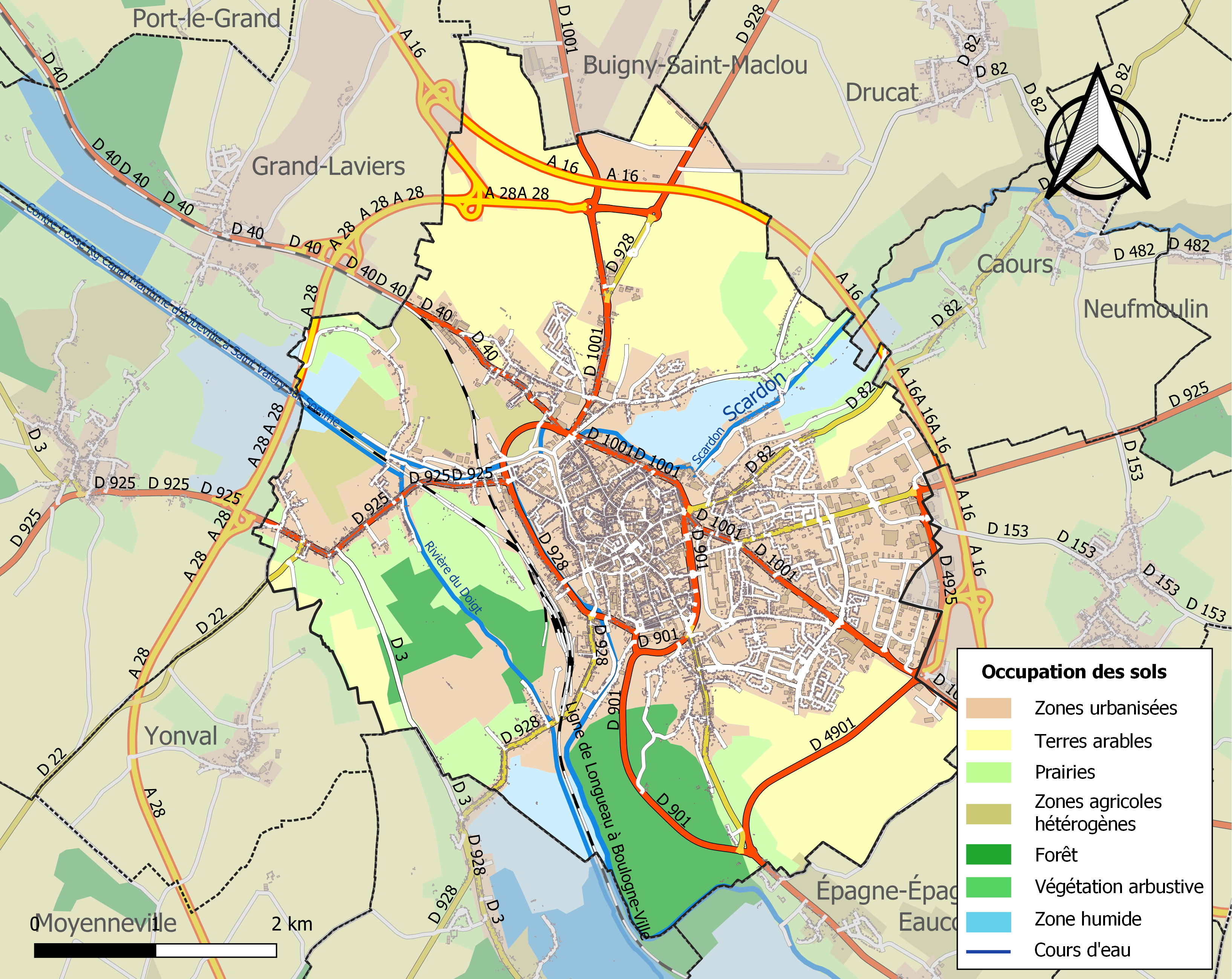

Bij Abbeville ligt het knooppunt van de A16 en A28. In de gemeente ligt spoorwegstation Abbeville.

## Demografie
Onderstaande figuur toont het verloop van het inwonertal (bron: INSEE-tellingen).

## Sport
Abbeville was twee keer startplaats van een etappe in de Tour de France, onder andere de 4e etappe in 2012.

## Geboren
- Claude Mellan (1598-1688), graveur
- Nicolas Sanson (1600-1667), cartograaf
- Rose Bertin (1747-1813), modeontwerpster
- Charles Millevoye (1782-1816), dichter
- Jacques Marseille (1945-2010), econoom en historicus
- Jean-Claude Leclercq (1962), wielrenner
- Jérémy Stravius (1988), zwemmer
- Rémi Mulumba (1992), voetballer

## Overleden
- François-Jean Lefebvre de La Barre (1746-1766), atheïst
- Henri Jean Rigel (1770-1852), componist, muziekpedagoog en pianist
- Jacques Boucher de Crèvecœur de Perthes (1788-1868), amateurarcheoloog
- Joris Van Severen (1894-1940), Vlaams politicus en leider van het Verdinaso

## Zustergemeenten
- Argos (Griekenland), sinds 1993
- Burgess Hill (Verenigd Koninkrijk), sinds 1994

Abbeville · Agenvillers · Bellancourt · Buigny-Saint-Maclou · Canchy · Caours · Domvast · Drucat · Forest-l'Abbaye · Forest-Montiers · Gapennes · Grand-Laviers · Hautvillers-Ouville · Lamotte-Buleux · Millencourt-en-Ponthieu · Neufmoulin · Neuilly-l'Hôpital · Nouvion · Noyelles-sur-Mer · Ponthoile · Port-le-Grand · Sailly-Flibeaucourt · Le Titre · Vauchelles-les-Quesnoy
Abbeville · Acheux-en-Vimeu · Arrest · Béhen · Boismont · Bray-lès-Mareuil · Cahon · Cambron · Eaucourt-sur-Somme · Épagne-Épagnette · Ercourt · Estrébœuf · Franleu · Grébault-Mesnil · Huchenneville · Mareuil-Caubert · Miannay · Mons-Boubert · Moyenneville · Quesnoy-le-Montant · Saigneville · Saint-Valery-sur-Somme · Tœufles · Tours-en-Vimeu · Yonval